# Guilherme I dos Países Baixos
Guilherme I (Haia, 24 de agosto de 1772 – Berlim, 12 de dezembro de 1843) foi o Rei dos Países Baixos e Grão-Duque de Luxemburgo de 1815 até sua abdicação em 1840, tendo anteriormente servido como Príncipe Soberano dos Países Baixos de 1813 até sua proclamação como rei. Era filho de Guilherme V, Príncipe de Orange, e sua esposa a princesa Guilhermina da Prússia.

## Príncipe de Orange
Os pais de Guilherme I foram Guilherme V, Príncipe de Orange e Guilhermina da Prússia. Até 1813, Guilherme era conhecido por Guilherme VI, Príncipe de Orange. Em 1791, Guilherme desposou sua prima-irmã Guilhermina, em Potsdam. Ela era a filha do rei Frederico Guilherme II da Prússia. Depois da morte de Guilhermina em 1837, Guilherme casou-se com a sua segunda esposa, a condessa Henriette d'Oultremont de Wegimont em 1841, em Berlim.

### Juventude e primeiros anos de carreira militar

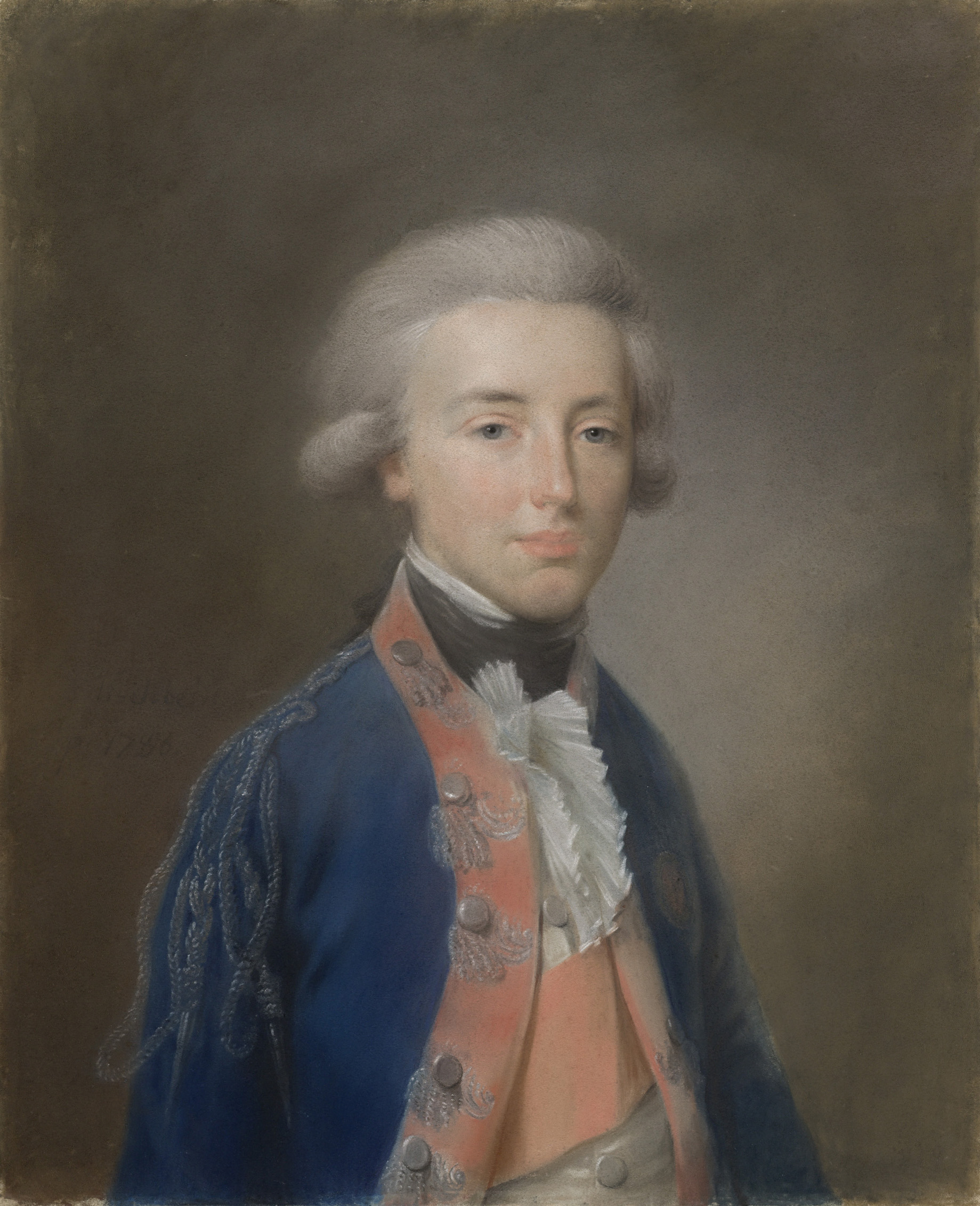
O príncipe Guilherme na sua juventude por Johann Friedrich August Tischbein.

Como filho mais velho do príncipe de Orange (e uma vez que só podia haver uma pessoa com esse título na altura), Guilherme era tratado de forma informal como Erfprins (príncipe-hereditário) pelos seus contemporâneos e historiadores da época no período entre 1790, o ano em que se tornou maior de idade, a morte do pai em 1806, para ser distinguido do seu pai, o príncipe Guilherme V.
Tal como o seu irmão mais novo, o príncipe Frederico de Orange-Nassau, recebeu a sua formação do matemático suíço Leonhard Euler e do historiador holandês Herman Tollius. Ambos os irmão receberam formação nas artes militares da parte do príncipe Frederick Stamford. Depois da supressão da Revolta Patriota em 1787, Guilherme e o irmão frequentou a academia militar em Brunswick, que era considerada uma escola militar de excelência entre 1788 e 1789. Em 1790, visitou várias cortes estrangeiras, incluindo as de Nassau e a da Prússia, em Berlim, onde conheceu a sua futura esposa.
Posteriormente, Guilherme estudou durante um breve período de tempo na Universidade de Leiden. Em 1790, foi nomeado general da infantaria no Exército dos Estados Holandeses, no qual o seu pai era capitão-general, e foi nomeado membro do Conselho de Estado dos Países Baixos. Em Novembro de 1791, levou a sua nova noiva para Haia.
Depois de a Convenção Nacional da Primeira República Francesa declarar guerra ao estatuder da República Holandesa em Fevereiro de 1793, Guilherme foi nomeado comandante-em-chefe do veldleger (exército móvel) dos Estados dos Países Baixos (o seu pai continuou a ser o chefe honorário das forças armadas). Nesta posição, comandou as tropas que participaram na Campanha de Flandres de 1793-95. Participou nas batalhas de Veurne, Menin e Wervik (na qual o seu irmão ficou ferido) em 1793, e nas batalhas de Landrecies, na qual uma fortaleza se rendeu a ele, e na Batalha de Fleurus, em 1794, sendo que estas foram apenas as mais importantes. Em Maio de 1794, mandou substituir o general Kaunitz como comandante das forças combinadas da Áustria e dos Países Baixos, instigado pelo sacro-imperador Francisco II, que, aparentemente, o tinha em grande conta. No entanto, os exércitos franceses foram demasiado fortes, e a liderança da aliança não tinha experiência suficiente, o que levou à derrota dos aliados. Os franceses entraram nos Países Baixos através de Brabant, que passaram a ocupar após a Batalha de Boxtel. Quando, no inverno de 1794-95, os rios do delta do Reno congelaram, os franceses penetraram a linha de água holandesa a sul e a situação tornou-se insustentável a nível militar. Em muitos locais, os revolucionários holandeses ocuparam o governo local. Após rebentar a Revolução Batava em Amesterdão a 18 de Janeiro de 1795, o estatuder decidiu fugir para a Grã-Bretanha, na companhia dos seus filhos. No seu último dia nos Países Baixos, o pai de Guilherme libertou-o dos seus comandos. No dia seguinte, foi proclamada a República Batava.

### Exílio
Pouco depois da sua partida para a Grã-Bretanha, o príncipe-herdeiro regressou ao continente, onde o seu irmão estava a juntar antigos membros do Exército dos Estados em Osnabrück para um ataque planeado à República no verão de 1795. No entanto, o governo neutral da Prússia proibiu-o.
Em 1799, Guilherme desembarcou na actual Holanda do Norte como parte da Invasão Anglo-Russa da Holanda. O príncipe-herdeiro foi essencial para fomentar um motim no esquadrão naval Batavo durante o Incidente de Vlieter, que resultou na rendição dos navios sem a necessidade de combates contra a Marinha Real, que aceitou a rendição em nome do stadtholder. No entanto, a população holandesa local não ficou satisfeita com a chegada do príncipe. Um apoiante dos Orange local chegou até a ser executado. A revolta popular esperada não se concretizou. Após algumas batalhas insignificantes, o príncipe-herdeiro foi obrigado a abandonar novamente o país após a Convenção de Alkmaar. Com ele, partiram também os marinheiros revoltosos da esquadra Batava, juntamente com os seus navios e vários desertores do exército Batavo que acompanharam a retirada do exército britânico para a Inglaterra. De regresso ao seu país de exílio, Guilherme criou a Brigada Holandesa do Rei com as tropas que se tinham juntado a ele. Este grupo tornou-se uma unidade militar ao serviço britânico e jurou lealdade ao rei da Grã-Bretanha, mas também aos Estados Gerais, extintos em 1795, "a partir do momento em que estes forem reconstituídos". Esta brigada treinava na Ilha de Wight e, em 1800, acabaria por lutar ao lado da Grã-Bretanha contra a Irlanda.

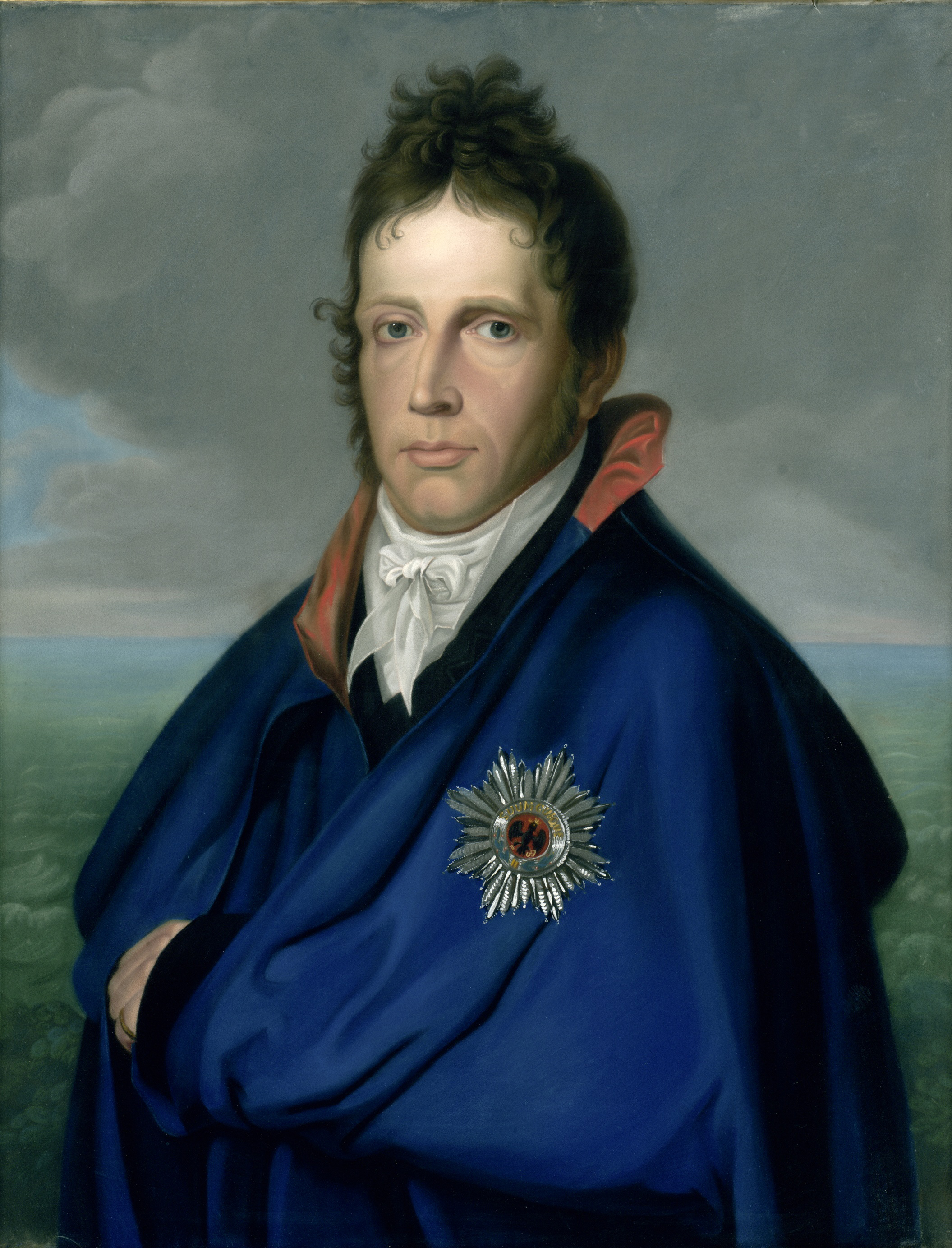
Guilherme enquanto príncipe-herdeiro de Orange.

Quando foi alcançado um tratado de paz entre a Grã-Bretanha e a República Francesa graças à intervenção do primeiro-cônsul Napoleão Bonaparte, os exilados apoiantes dos Orange perderam todo o apoio. A Brigada Holandesa foi dissolvida a 12 de Julho de 1802 e muitos dos seus membros regressaram à República Batava graças a um acordo de amnistia. Os navios da marinha Batava que tinham sido entregues não foram devolvidos, graças a um acordo entre o stadtholder e o governo britânico assinado a 11 de Março de 1800, o que permitiu a Guilherme vendê-los à Marinha Britânica por um valor considerável.
Sentindo-se traído pelos britânicos, o stadtholder decidiu partir para a Alemanha. No entanto, o seu filho, o príncipe-herdeiro, era mais flexível e decidiu visitar Napoleão em St. Cloud em 1802. O primeiro-cônsul terá ficado impressionado com o jovem e disse-lhe que tinha capacidades para conseguir um cargo relevante na nova e reformada República Batava. Entretanto, o cunhado de Guilherme, o rei Frederico Guilherme III da Prússia, que na altura adoptava um postura neutra, promoveu a convenção Franco-Prussiana de 23 de Maio de 1802, além do Tratado de Amiens, que atribuiu alguns territórios que tinham sido retirados a ordens religiosas na Alemanha à Casa de Orange. Juntos, estes territórios deram origem ao Principado de Orange-Nassau-Fulda que serviu para compensar a família pelas perdas sofridas na República Batava. O stadtholder entregou imediatamente este principado ao seu filho.
Quando Napoleão invadiu a Alemanha em 1806, dando início à guerra entre o Império Francês e a Prússia, Guilherme apoiou os seus parentes prussianos, apesar de ser, em nome, um vassalo francês. Recebeu o comando de uma divisão prussiana e participou na Batalha de Jena. Os prussianos perderam essa batalha e Guilherme viu-se forçado a render-se com as suas tropas de forma pouco honrosa em Erfurt, no dia a seguir à batalha. Guilherme foi capturado e tornou-se prisioneiro de guerra, mas acabaria por ser libertado pouco tempo depois. No entanto, Napoleão castigou-o pela sua traição e retirou-lhe o seu principado. Como prisioneiro perdoado, Guilherme não pôde voltar a participar nas hostilidades. Após a assinatura do Tratado de Paz de Tilsit, passou a receber uma pensão do governo francês como compensação.
Nesse mesmo ano, em 1806, o seu pai, o príncipe de Orange, morreu e Guilherme herdou tanto o seu título como os direitos do pai às terras dos Nassau. Esta herança iria ganhar importância alguns anos mais tarde, quando a situação política na Alemanha evoluiu e Guilherme recebeu o título de príncipe de um conjunto de terras de Nassau que tinham pertencido a outros ramos da Casa de Nassau.
No entanto, antes de tal acontecer, em 1809, as tensões entre a Austria e a França intensificaram-se. Guilherme não hesitou e juntou-se ao exército austríaco na posição de major-general em Maio de 1809. Como membro do pessoal do supremo comandante dos austríacos, o arquiduque Carlos, Guilherme participou na Batalha de Wagram, na qual ficou ferido numa perna.
O czar Alexandre I da Rússia foi essencial para a restauração dos Países Baixos. O príncipe Guilherme VI (como era então conhecido), que estava a viver no exílio na Prússia, encontrou-se com Alexandre I em Março de 1813. Alexandre prometeu apoiá-lo e ajudar a restaurar a independência dos Países Baixos com Guilherme como rei. As tropas russas que se encontravam nos Países Baixos aliaram-se às tropas prussianas para restaurar a dinastia e, graças a possibilidade de unir as casas reais da Grã-Bretanha e dos Países Baixos em casamento, a ideia recebeu a aprovação britânica.

### Regresso

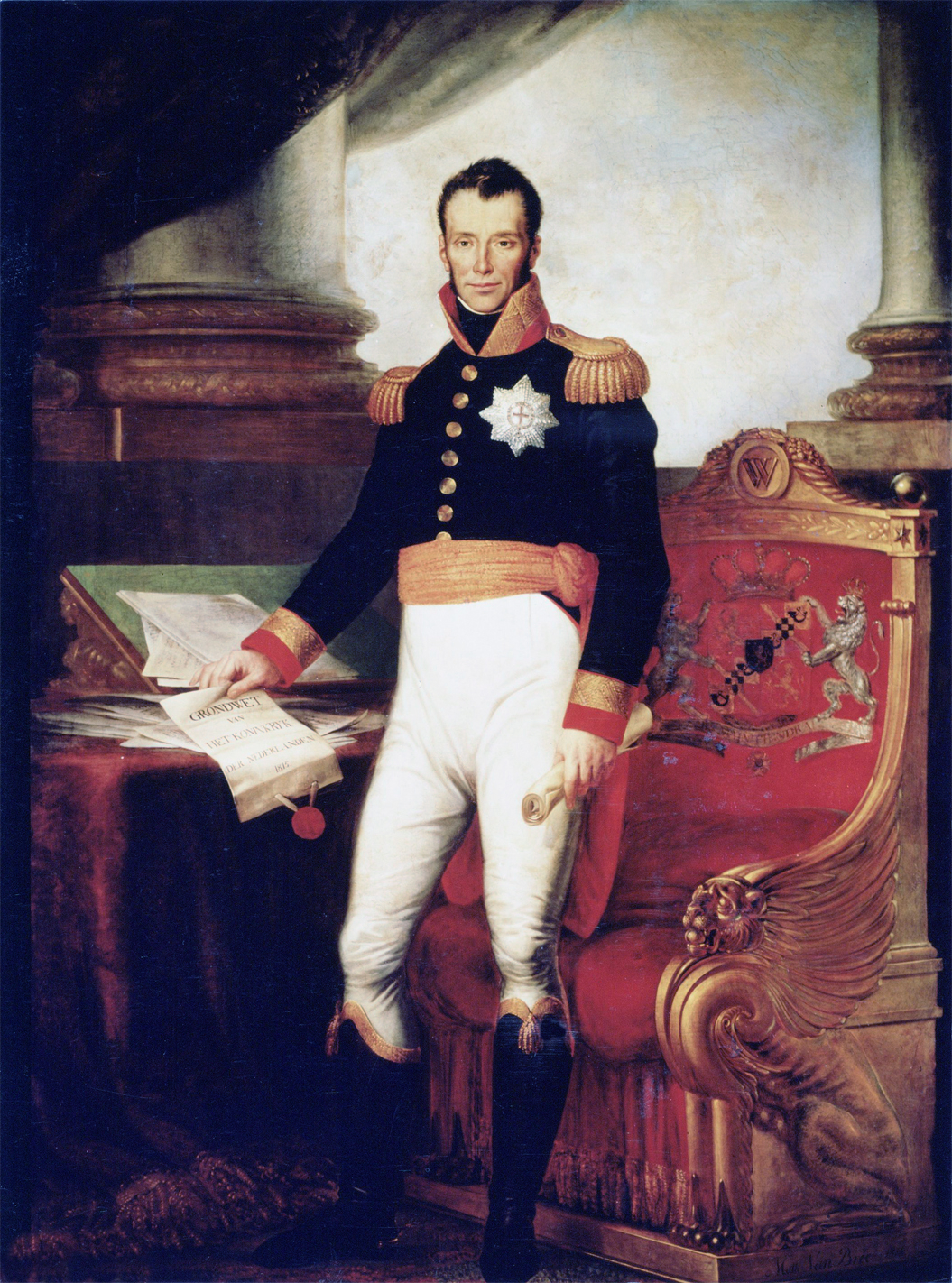
O rei Guilherme I em 1815 por Mattheus Ignatius van Bree.

Após a derrota de Napoleão em Leipzig em Outubro de 1813, as tropas francesas que se encontravam espalhadas por toda a Europa regressaram a França. Napoleão tinha anexado os Países Baixos ao Império Francês em 1810, mas, agora, as tropas francesas iam abandonando as cidades uma a uma, deixando o país sem governo. Durante esse período, vários políticos favoráveis aos Orange juntaram-se e formaram um governo provisório em Novembro de 1813. Apesar de vários membros desse governo terem ajudado a expulsar o pai de Guilherme do país dezoito anos antes, todos concordaram que teria de ser Guilherme a chefiar qualquer tipo de regime que surgisse após o período de guerra. Também concordaram que seria melhor que os holandeses recuperassem de forma independente e não sob o comando das Grandes Potências. De modo geral, a população holandesa ficou satisfeita com a partida dos franceses, que tinham arruinado a economia do país, e era favorável ao regresso do príncipe de Orange.
Depois de receber o convite para regressar da parte do chamado governo Driemanchap (um triunvirato formado por Frans Adam van der Duyn van Maasdam, Leopold of Limburg Stirum e Gijsbert Karel van Hogendorp após a partida das tropas francesas) em 1813, a 30 de Novembro desse mesmo ano, Guilherme desembarcou do navio HMS Warrior na praia de Scheveningen, a apenas alguns metros do palácio de onde tinha partido para fora do país dezoito anos antes. A 6 de Dezembro, o governo provisório ofereceu-lhe o título de rei, mas Guilherme recusou, preferindo proclamar-se como "príncipe soberano dos Países Baixos". Também afirmou que queria proteger os direitos dos seus súbditos através de uma "constituição sensata".
A constituição concedeu a Guilherme vastos poderes (quase absolutos). Os ministros apenas lhe podiam responder a ele, enquanto que o parlamento (os Estados Gerais) teria apenas uma câmara e poderes limitados. A sua cerimónia de inauguração decorreu na Igreja Nova de Amesterdão a 30 de Março de 1814. Em Agosto de 1814, foi nomeado governador-geral dos antigos Países Baixos Austríacos e príncipe-bispo de Liège (os territórios que, de um modo geral, correspondem à actual Bélgica) pelos Aliados, que ocuparam os país, governando em nome da Prússia. Guilherme também recebeu o título de grão-duque do Luxemburgo, depois de ter recebido esse território em troca das terras que tinha na Alemanha. As grandes potências já tinham concordado em segredo com os Oito Artigos de Londres, nos quais era definida a união de todos os territórios holandeses num único reino. Na altura, acreditava-se que um país unido no Mar do Norte iria ajudar a controlar a França. Quando Guilherme acrescentou os Países Baixos Austríacos e o Luxemburgo aos seus territórios, cumpriu o sonho de três séculos da família de unir os Países Baixos.

## Rei dos Países Baixos

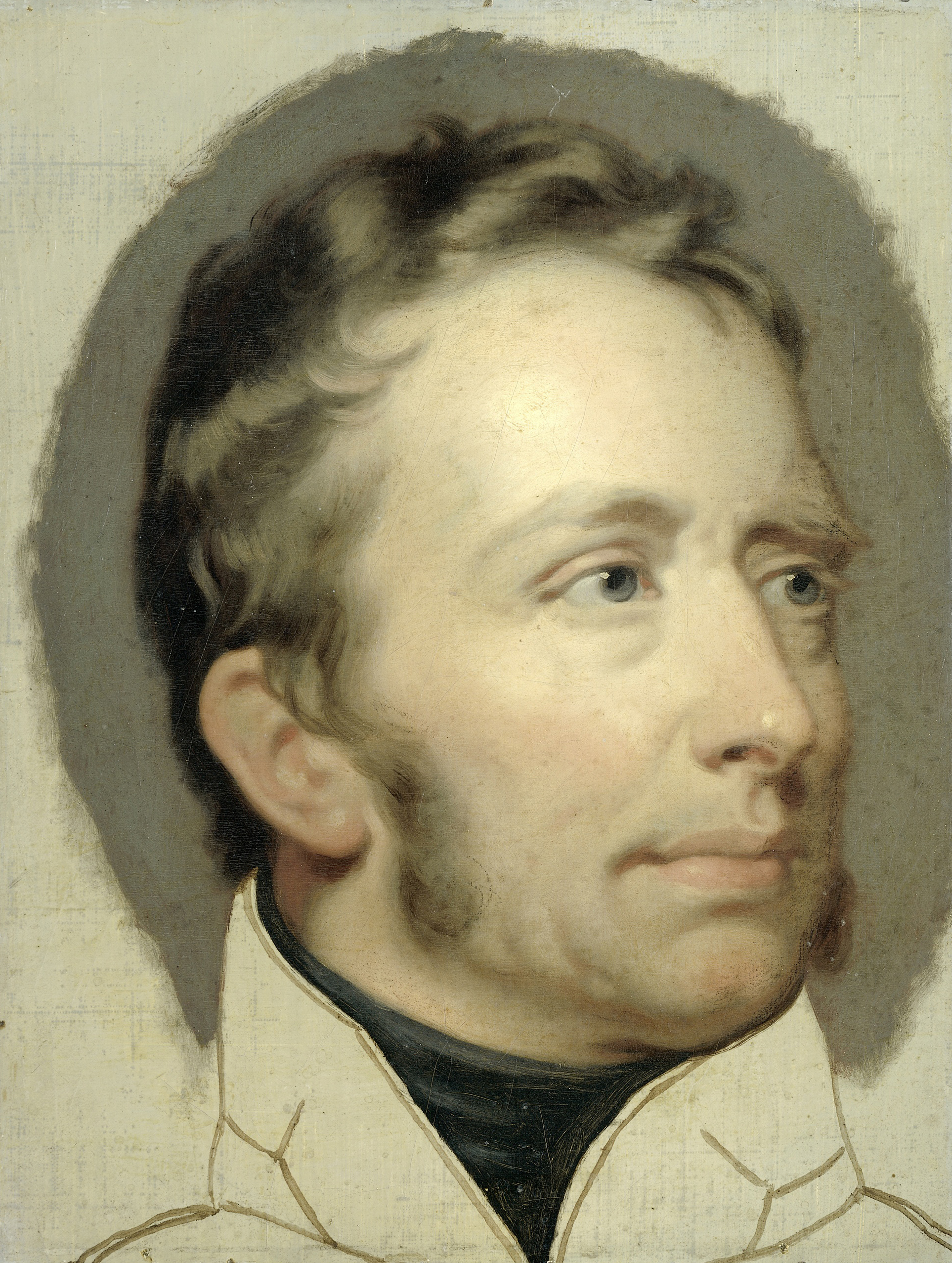
Guilherme I dos Países Baixos por Charles Howard Hodges.

Sentindo-se ameaçado por Napoleão, que tinha fugido de Elba, e perante a pressão das grandes potências que se tinham reunido no Congresso de Viena, Guilherme proclamou os Países Baixos um reino a 16 de Março de 1815. O seu filho, o futuro rei Guilherme II, lutou como comandante na Batalha de Waterloo. Depois de Napoleão ser enviado para o exílio, Guilherme adoptou uma nova constituição que incluía muitas das características da anterior, incluindo o poder extensivo da coroa. Mais tarde, o Congresso de Viena confirmou a sua posição como governante hereditário daquele que passou a ser conhecido como o Reino Unido dos Países Baixos.
Graças a esta nova posição, tornou-se o 876.º cavaleiro da Ordem do Tosão de Ouro em Espanha e o 648.º cavaleiro da Ordem da Jarreteira na Grã-Bretanha em 1814.

### Principais mudanças
Os Estados Gerais foram divididos em duas câmaras. A Eerste Kamer (Primeira Câmara ou Câmara dos Lordes) era nomeada pelo rei. A Tweede Kamer (Segunda Câmara, Câmara dos Representantes ou Câmara dos Comuns) era eleita pelos Estados Provinciais que, por sua vez, eram escolhidos por sufrágio censitário. Os 110 lugares eram divididos equitativamente entre o norte e o sul, apesar da população do norte (2 milhões de habitantes) ser significativamente inferior à do sul (3,5 milhões de habitantes). A principal função dos Estados Gerais era aprovar as leis e decretos do rei. A constituição incluía muitas das instituições que ainda existem actualmente nos Países Baixos, no entanto, as suas funções e composição mudaram significativamente ao longo dos anos.
A constituição foi aceite no norte, mas não no sul. A pouca representatividade do sul foi um dos motivos que levaria à Revolução Belga. A participação no referendo foi baixa nas províncias do sul, mas Guilherme interpretou todas as abstenções como votos no "sim". No seguimento do referendo, preparou uma cerimónia de inauguração luxuosa para si em Bruxelas, na qual distribuiu moedas de cobre às pessoas presentes, uma atitude que fez com que passasse a ser conhecido como o "Rei de Cobre".
A mais importante das políticas do rei foi o progresso económico. Uma vez que abriu muitas instituições de comércio, outra das suas alcunhas era o Rei-Comerciante. Em 1822, criou a Société Générale de Belgique, que se tornaria numa das instituições mais importantes da Bélgica após a sua independência. A indústria prosperou, principalmente no sul. Em 1817, Guilherme também abriu três universidades nas províncias do sul, a Universidade de Leuven, a Universidade de Ghent e a Universidade de Liège. As províncias do norte tornaram-se no centro do comércio. Estas medidas, juntamente com as matérias primas que chegavam das colónias (Índias Orientais Holandesas, Suriname Holandês, Curaçao e Dependências, e a Costa do Ouro) geraram grandes riquezas para o reino. No entanto, o dinheiro chegava apenas às mãos das classes privilegiadas dos Países Baixos. Apenas alguns belgas conseguiram lucrar com o crescimento económico e  o sentimento de injustiça económica acabaria por ser outro dos motivos para a Revolução Belga.
Guilherme também estava determinado a criar um povo unificado, apesar de o norte e o sul terem evoluído de forma distinta tanto a nível cultural como económico desde que o sul tinha sido conquistado por Espanha após o Acto de Abjuração de 1581. O norte era comercial, protestante e só falava holandês, enquanto que o sul era mais industrial, católico e dividido entre habitantes que falavam holandês e francês.
Oficialmente, havia uma separação entre a igreja e o estado no reino. No entanto, Guilherme era um apoiante convicto da Igreja Reformada. A sua posição em temas religiosos causou ressentimento entre os habitantes do sul que eram, na sua maioria, católicos. Guilherme também levou a cabo políticas controversas em áreas como a língua e o ensino. O holandês foi instituído como língua oficial na região francesa da Flandres, o que enfureceu os aristocratas e trabalhadores industriais que falavam francês. As escolas por todo o reino passaram a ser obrigadas a ensinar matérias sobre a Igreja Reformada e a língua holandesa, o que levou muitos habitantes do sul começaram a temer a extinção do catolicismo e da língua francesa no reino.

### Revolução belga

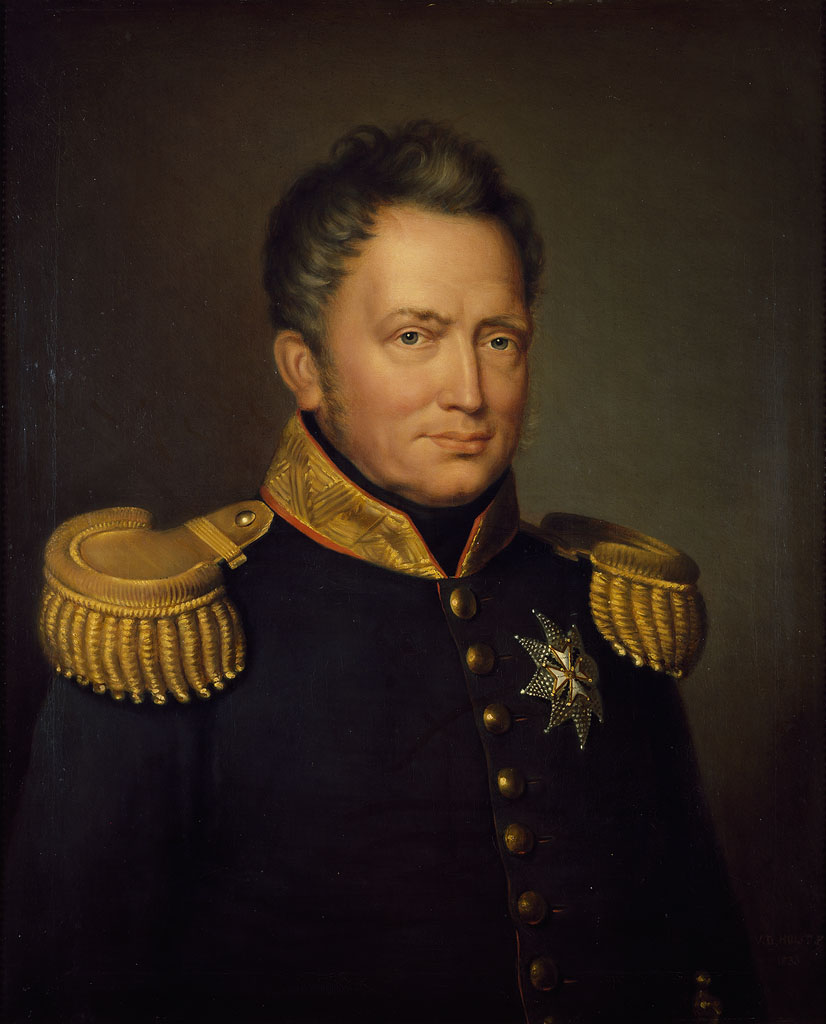
Guilherme I em 1833 por Jan-Baptist Van der Hulst.

Em Agosto de 1830, a opera de Daniel Auber La muette de Pertici, sobre a repressão dos napolitanos, foi encenada em Bruxelas. O espectáculo parecia personificar um sentido de nacionalismo e "Holandofobia" em Bruxelas que acabou por se propagar aos restantes territórios do sul. Seguiram-se motins, dirigidos principalmente ao pouco popular ministro da justiça, Cornelis Felix van Maanen, que vivia em Bruxelas. Furioso, Guilherme respondeu enviando tropas para repreender as revoltas. No entanto, os motins espalharam-se por todas as cidades do sul e não demoraram até se transformarem em revoltas populares. Pouco tempo depois, foi proclamada a independência da Bélgica.
No ano seguinte, Guilherme colocou os seus filhos, Guilherme, Príncipe de Orange, e o príncipe Frederico no comando de um exército para invadir o novo estado. Apesar de inicialmente terem saído vitoriosos na Campanha dos Dez Dias, o exército holandês foi obrigado a retirar-se devido à ameaça de uma invasão francesa. Apesar de continuar a haver algum apoio pela Dinastia de Orange, principalmente na região de Flandres, os holandeses nunca conseguiram recuperar o controlo da Bélgica. Apesar de tudo, Guilherme continuou a guerra durante mais oito anos. Os seus sucessos na área de economia foram eclipsados pela forma desastrosa como geriu a guerra. Os altos custos do conflito tornaram-se um fardo para a economia holandesa, o que contribuiu para o desagrado dos seus súbditos. Em 1839, Guilherme foi obrigado a terminar a guerra. O Reino Unido dos Países Baixos foi dissolvido com o Tratado de Londres (1839) e a zona norte passou a ser conhecida apenas como Reino dos Países Baixos.

### Mudanças constitucionais e abdicação nos últimos anos de vida
As mudanças na constituição começaram em 1840, quando foi necessário remover os termos que faziam referência ao Reino Unido dos Países Baixos. As mudanças constitucionais também incluíram a introdução da responsabilidade ministerial. Apesar de o parlamento continuar a não ter controlo sobre as políticas, passaram a poder controlar a sua prerrogativa. Extremamente conservador, Guilherme não conseguiu aceitar as mudanças constitucionais. Isto, aliado ao seu desapontamento pela perda da Bélgica, assim como a sua intenção de se casar com a condessa Henrietta d'Oultremont (que, ironicamente, era "belga" e católica) levaram-no a contemplar a hipótese de abdicar do trono. A sua intenção cumpriu-se a 7 de Outubro de 1840, quando o seu filho mais velho subiu ao trono como rei Guilherme II.
Guilherme I morreu em Berlim, aos setenta-e-um anos de idade.

## Casamentos e descendência
A 1 de Outubro de 1791, Guilherme casou-se em Berlim com a sua prima, a princesa Guilhermina da Prússia, filha do rei Frederico Guilherme II da Prússia. Juntos, tiveram seis filhos:
1. Guilherme II dos Países Baixos (6 de Dezembro de 1792 - 17 de Março de 1849), rei dos Países Baixos entre 1840 e a sua morte. Casado com a grã-duquesa Ana Pavlovna da Rússia; com descendência.
2. Filho nado-morto (nascido e morto no Palácio de Hampton Court, Inglaterra, a 18 de Agosto de 1795).
3. Frederico dos Países Baixos (28 de Fevereiro de 1797 - 8 de Setembro de 1881), casado com a princesa Luísa da Prússia; com descendência.
4. Paulina de Orange-Nassau (1 de Março de 1800 - 22 de Dezembro de 1806), morreu aos seis anos de idade; sem descendência.
5. Filho nado-morto (nascido e morto em Berlim a 30 de Agosto de 1806).
6. Mariana dos Países Baixos (9 de Maio de 1810 - 29 de Maio de 1883), casada com o príncipe Alberto da Prússia; com descendência. O casamento acabaria por ser dissolvido em 1849. Viveu depois com o seu cocheiro, Johannes van Rossum de quem teve um filho.

## Genealogia
| Guilherme I dos Países Baixos | Pai: Guilherme V, Príncipe de Orange | Avô paterno: Guilherme IV, Príncipe de Orange | Bisavô paterno: João Guilherme Friso, Príncipe de Orange             |
| Guilherme I dos Países Baixos | Pai: Guilherme V, Príncipe de Orange | Avô paterno: Guilherme IV, Príncipe de Orange | Bisavó paterna: Maria Luísa de Hesse-Cassel                          |
| Guilherme I dos Países Baixos | Pai: Guilherme V, Príncipe de Orange | Avó paterna: Ana, Princesa Real               | Bisavô paterno: Jorge II da Grã-Bretanha                             |
| Guilherme I dos Países Baixos | Pai: Guilherme V, Príncipe de Orange | Avó paterna: Ana, Princesa Real               | Bisavó paterna: Carolina de Brandemburgo-Ansbach                     |
| Guilherme I dos Países Baixos | Mãe: Guilhermina da Prússia          | Avô materno: Augusto Guilherme da Prússia     | Bisavô materno: Frederico Guilherme I da Prússia                     |
| Guilherme I dos Países Baixos | Mãe: Guilhermina da Prússia          | Avô materno: Augusto Guilherme da Prússia     | Bisavó materna: Sofia Doroteia de Hanôver                            |
| Guilherme I dos Países Baixos | Mãe: Guilhermina da Prússia          | Avó materna: Luísa de Brunsvique-Volfembutel  | Bisavô materno: Fernando Alberto II, Duque de Brunsvique-Volfembutel |
| Guilherme I dos Países Baixos | Mãe: Guilhermina da Prússia          | Avó materna: Luísa de Brunsvique-Volfembutel  | Bisavó materna: Antónia Amália de Brunsvique-Volfembutel             |